# Италмас (село)
Италма́с — село в Завьяловском районе Удмуртии, административный центр Италмасовского сельского поселения. Расположено в 18 км к северо-востоку от центра Ижевска и в 15 км от Завьялово. Рядом с селом проходит Воткинское шоссе, соединяющее Ижевск и Воткинск.

## История
Посёлок Италмас возник в 1986 году при организации совхоза «Восточный».
В 1987 году посёлок стал центром Италмасовского сельсовета, который в 1994 году был преобразован в Италмасовскую сельскую администрацию, а в 2005 году — в Муниципальное образование «Италмасовское» (сельское поселение).
В 2002 году в посёлке появился дом-музей многократной чемпионки мира и Олимпийских игр Г. А. Кулаковой «Легенда спорта».
В 2004 году постановлением Госсовета Удмуртской республики посёлок Италмас был преобразован в село Италмас.

## Население
| 2010 | 2012  |
| ---- | ----- |
| 2545 | ↗2551 |

## Экономика и социальная сфера
Значительная часть жителей села работает на производствах ООО «Восточный», преобразованного из одноимённого совхоза.
В селе работают БУОШИ УР "Республиканский лицей-интернат", МОУ «Италмасовская средняя общеобразовательная школа», МУЧ «Культурный комплекс "Италмасовский"», детский сад, клуб. Через Италмас проходит пригородный автобус № 308.

## Улицы
- Молодёжная улица
- Родниковая улица
- Северная улица
- Юбилейная улица[9]